# Dzintars Krišjānis
Dzintars Krišjānis   (Riga, 4 de juny de 1958 - 16 de març de 2014) fou un remer letó que va competir sota bandera de la Unió Soviètica durant les dècades de 1970 i 1980. Era germà del també remer Dimants Krišjānis.
El 1980 va prendre part en els Jocs Olímpics d'Estiu de Moscou, on guanyà la medalla de plata en la prova del quatre amb timoner del programa de rem. Formà equip amb Artūrs Garonskis, Dimants Krišjānis, Zhorzh Tikmers i Yuris Berzynsh.
En el seu palmarès també destaquen tres medalles al Campionat del Món de rem, de plata el 1979 en la prova de quatre amb timoner, i de bronze el 1981 i 1982, en el quatre i vuit amb timoner respectivament. També fou campió de l'Espartakiada de 1979 i campió soviètic el 1980.